# Stazione di Dego
Stazione di Dego vasútállomás Olaszországban, Dego településen.

## Vasútvonalak
Az állomást az alábbi vasútvonalak érintik:
- Alessandria–San Giuseppe di Cairo-vasútvonal

## Kapcsolódó állomások
A vasútállomáshoz az alábbi állomások vannak a legközelebb:
- Stazione di Rocchetta Cairo
- Stazione di Piana